# Sahara Davenport
Sahara Davenport, (17 de diciembre de 1984 - 1 de octubre de 2012) fue una drag queen, personalidad de televisión y bailarina de formación clásica estadounidense. Fue concursante en la segunda temporada de RuPaul's Drag Race.

## Inicios en su carrera
Nació en Dallas como Antoine Ashley en el año 1984. Comenzó su carrera como drag mientras asistía a la Universidad Southern Methodist. Después de obtener una licenciatura en Bellas Artes en danza, se trasladó a Nueva York, donde comenzó a actuar regularmente en muchos bares y discotecas gais de la ciudad.
A Davenport se vio en la televisión, en 15 Films about Madonna de A&E Network, Magnificent Obsessions de Voom HD, y en el serial televisivo de la ABC, One Life Live. Apareció en el episodio piloto de Judge Karen como un enojado imitador de Beyoncé que demanda a los paparazzi. Davenport hizo su debut en el cine arte en la pieza de video-performance de Kalup Linzy, "Melodía Set Me Free", que se exhibió en el Museo Whitney de Arte Estadounidense. También apareció en los vídeos musicales "Girl Problems" por el grupo Girl Problems y "Gettin 'Over You" de David Guetta y Chris Willis.

## RuPaul's Drag Race
Davenport se unió al elenco de la segunda temporada de RuPaul's Drag Race en 2010. Fue catalogada como "El Bailarín", cuando en el primer episodio tuvo que hacer "lip sync por tu vida" en contra de su excompañera de universidad, Shangela Laquifa Wadley. En el segundo episodio, Davenport se convirtió en líder de equipo cuando, con Pandora Boxx, ganaron el mini desafío. Sahara ganó el desafío del segundo episodio de eliminación para llevar a su equipo a ganar la mayor cantidad de dinero por el pole dancing y vendiendo certificados de pastel de cereza en las calles de Los Ángeles. En el cuarto episodio, Davenport hizo una graciosa imitación de Whitney Houston en el desafío del Snatch Game. En el episodio Wedding Dress (Vestido de novia), estuvo en un puesto inferior por segunda vez, pero se mantuvo a salvo debido a su desempeño en el lip synch con el tema "Carry On" de Martha Wash. Sahara fue eliminada en el sexto episodio por no transmitir suficiente de la actitud del "rock 'n' roll" y ser demasiado una dama.

## Música
En 2011, Davenport lanzó su segundo sencillo "Go Off". Un remix EP fue lanzado más tarde el 31 de enero de 2012, y contó con un remix de Manny Lehman. "Go Off" debutó en el número cincuenta de los Billboard Hot Dance Club Songs, alcanzando el puesto treinta y cinco. El video musical de "Go Off" tiene cameos característicos de las concursantes de Drag Race, Manila Luzon y Jiggly Caliente.

## Vida personal
Antes de su muerte, Davenport residía en la ciudad de Nueva York con su novio Karl Westerberg (Manila Luzon), quien fue un concursante y subcampeón en la tercera temporada de RuPaul's Drag Race. Davenport murió de insuficiencia cardíaca en el Johns Hopkins Hospital de Baltimore, el 1 de octubre de 2012.

## Discografía
EP
- Pump With Me (2010)

Sencillo
- "Pump With Me" (2010)
- "Go Off" (2011)